# Vuillafans

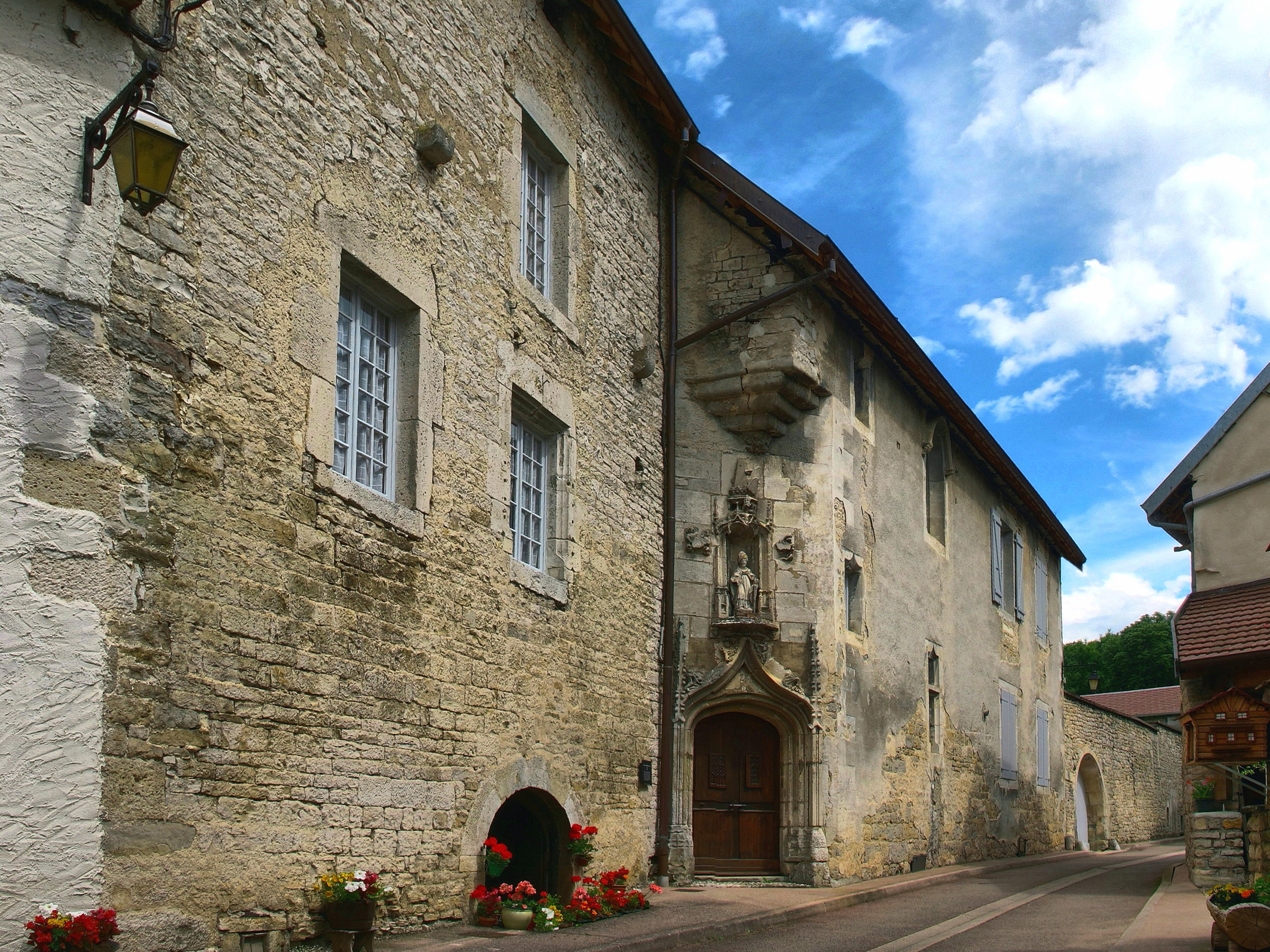
Het huis van Balthasar Gerards

Vuillafans is een gemeente in het Franse departement Doubs (regio Bourgogne-Franche-Comté) en telt 668 inwoners (1999). De plaats ligt aan de Loue en maakt deel uit van het arrondissement Besançon.

## Geografie
De oppervlakte van Vuillafans bedraagt 6,1 km², de bevolkingsdichtheid is 109,5 inwoners per km².
De onderstaande kaart toont de ligging van Vuillafans met de belangrijkste infrastructuur en aangrenzende gemeenten.

## Demografie
Onderstaande figuur toont het verloop van het inwonertal (bron: INSEE-tellingen).

## Geboren
- Balthasar Gerards (±1557-1584), moordenaar van Willem van Oranje in 1584. De straat waar hij werd geboren heet tegenwoordig Rue Gérard.